# Kiah Melverton
Kiah Melverton, född 5 november 1996, är en australisk simmare. 

## Karriär
I juni 2022 vid VM i Budapest tog Melverton silver på 800 meter frisim. Hon var även en del av Australiens kapplag som tog silver på 4×200 meter frisim.